# Hwang Ji-u
Pour les articles homonymes, voir Aubry et Tétreau.
Hwang Ji-u est un poète, dramaturge, sculpteur et traducteur sud-coréen, né le 15 janvier 1952 à Baedari (Haenam) en Corée du Sud dans une famille modeste.

## Biographie
Il étudie l’esthétique à l’université de Séoul, au département de philosophie (licence en 1972). La lutte politique perturbe un moment sa vie : en raison de son engagement pour la démocratie de Gwangju, il est arrêté, torturé et chassé de l’université de Séoul. Il continue ses études à l’université Seogang en philosophie (maîtrise en 1981). Actuellement, il est professeur à l’université nationale des arts à Séoul. 

## Œuvre
Son poème Histoire d’une vie est lauréat du Journal Jungang (1980), d’autres textes Pour les jours sans réponses paraissent dans la revue La littérature et l’intelligence. Son premier recueil Même les oiseaux quittent ce monde (1983) obtient le prix Kim Soo-young. Il continue de publier : De l’Hiver-de-l’arbre au Printemps-de-l’arbre (1985), Je suis toi (1987), Le Lotus dans l’œil du crabe (1990, lauréat du prix de littérature contemporaine. En 1993, il reçoit le prix de poésie Sowol et, à l’occasion de l’exposition de ses sculptures, il publie le recueil La mer s’illumine au jour finissant (1995). Grâce à la publication de Un jour, je serai assis dans un bar embrumé (1998), il obtient le prix littéraire de Baekseok, et le prix Daesan (1999).
Son œuvre s’inspire largement de sa propre vie et de celle de ses contemporains. Elle est un compte-rendu poétique des événements quotidiens, des rencontres qu’il fait, avec une attention particulière pour les plus humbles. La nature, où vibrent des résonances bouddhiques, y est aussi omniprésente. 
Dans la multiplicité de ses formes, disait le critique Kim Hyeon « Cette œuvre bouleverse notre conception habituelle de la poésie et provoque un choc. Ce choc est le projet même du poète » et est lié à sa vision du monde. C’est une poésie qui s’inscrit au creux de l’existence réelle et corporelle. L’œuvre de ce poète, si moderne et si original, a une valeur universelle par son humanité.
Citation :

« Aujourd’hui, moi, sur la mer de la sagesse
L’oiseau fend l’air, fouettant son corps,
Se flagellant, toute une vie,
Il vole sur les eaux,
Vers une autre côte que baigne la mer,
Invisible, mais présente, vers le lointain,
L’oiseau s’en va. »